# Prahaar
Prahaar is een Marathi-krant, die uitkomt in India. De krant heeft edities in Mumbai, Ratnagiri en Sindhudurg. Het blad is in handen van Rane Prakashan Private Limited.